# Colegiul Urban Pontifical „De Propaganda Fide”

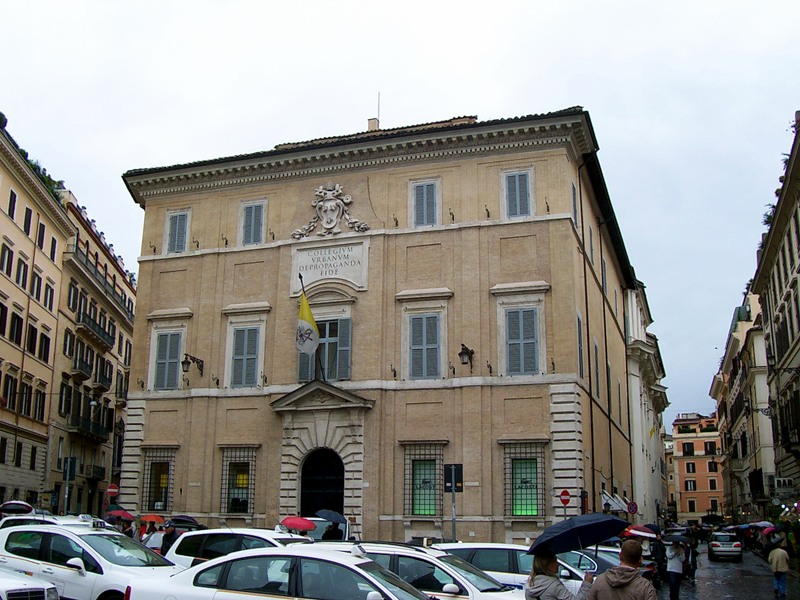
Sediul colegiului

Colegiul Urban Pontifical „De Propaganda Fide” (în italiană Pontificio Collegio Urbano „De Propaganda Fide”) a fost înființat de Papa Urban al VIII-lea, în 1622 la Roma, în scopul formării de misionari care urmează să fie trimiși peste tot în lume pentru a răspândi credința catolică (aceasta este sensul sintagmei latine „de propaganda fide”) și, în al doilea rând, pentru studierea obiceiurilor și cutumelor popoarelor care au fost cunoscute după noile descoperiri geografice, în special din Orient.
De la început, studenții care cer să intre în Colegiul Urban Pontifical fac studii pentru a deveni preoți misionari, după revenirea în țările de origine. În cursul secolului al XVII-lea au intrat în colegiu aproximativ 450 de studenți.

## Istorie
În prima jumătate a anilor 1800, Colegiul l-a avut director spiritual pe Sf. Vincenzo Pallotti. Colegiul l-a avut printre studenții săi pe fericitul John Henry Newman.

## Organizare
Colegiul Urban depinde direct de Congregatia pentru Evangelizarea popoarelor.
În prezent Colegiul Urban Pontifical are puțin peste două sute de studenți care provin în cea mai mare parte din Asia și Africa, niciunul dintre studenți nu provine din Italia sau din țările unde există o mare comunitate catolică.
Din punct de vedere politic Colegiul Urban Pontifical se găsește în interiorul frontierelor de stat ale Cetății Vaticanului.
Perioada de pregătire pentru preoție durează cinci sau șase ani, timp în care studenții fac studii teologice și filosofice, precum și studii lingvistice. Pentru admitere este necesară cunoașterea limbii italiene, precum și recomandarea unui episcop catolic.
De la 1 august 2013 colegiul este condus de monseniorul Vincenzo Viva.

## Absolvenți români notabili
- Grigore Maior (episcop), student între anii 1740-1747, „doctor în Filosofie și Blagoslovie”;
- Petru Maior (istoric, filolog, protopop de Reghin), student între anii 1774-1779;
- Gheorghe Șincai (istoric, filolog), student între anii 1774-1779; a fost și bibliotecar al colegiului;
- Augustin Bunea (canonic mitropolitan, istoric, academician), student între anii 1877-1882;
- Demetriu Radu (episcop de Lugoj și episcop de Oradea Mare), student la Institutul Sf. Atanasiu și la Colegiul Urban Pontifical „De Propaganda Fide”, între anii 1878-1885; doctor în teologie 1885;
- Vasile Hossu (episcop de Gherla), student și doctor în filosofie între anii 1882 - 1884 și în teologie (1887)
- Vasile Suciu (arhiepiscop și mitropolit), student și doctor în filosofie (1894) și în teologie (1898).
- Alexandru Nicolescu (arhiepiscop și mitropolit), doctorate în teologie și filosofie, între 1898-1904.
- Iuliu Hossu (cardinal, episcop de Cluj-Gherla), student între anii 1904-1910; doctor în filosofie 1906 și doctor în teologie 1910.
- Anton Durcovici, episcop romano-catolic, student între anii 1906-1911.
- Visarion Aștileanu, episcop ortodox al Aradului, succesorul lui Teoctist Arăpașu la Arad;
- Aurel Leluțiu, preot român unit; student și doctor în Teologie Bizantină, și în Științe Ecleziastice Orientale, ambele cu Magna Cum Laude Probatus (1932 - 1942)
- Alexandru Todea, cardinal, arhiepiscop și mitropolit, student între anii 1934-1940; doctor în teologie 1940.
- Tit Liviu Chinezu, profesor la Academia Teologică din Blaj, episcop martir al Bisericii Române Unite cu Roma, student la Angelicum și al Colegiului Urban Pontifical „De Propaganda Fide”.
- Ioan Cherteș, episcop de Cluj-Gherla, student al Colegiului Urban Pontifical „De Propaganda Fide”, între 1930-1935.
- Iuliu Hirțea, episcop român unit de Oradea Mare, a studiat teologia și filosofia și a obținut titlul de doctor în Studiul Biblic.
- Coriolan Tămâian, rector al Academiei Teologice din Oradea, doctor în teologie, a absolvit Colegiul Urban Pontifical „De Propaganda Fide”